# Tephrosia cana
Tephrosia cana är en ärtväxtart som beskrevs av Townshend Stith Brandegee. Tephrosia cana ingår i släktet Tephrosia och familjen ärtväxter. Inga underarter finns listade i Catalogue of Life.